# Power "Kosa Leka"
 (juillet 2022).
Si vous disposez d'ouvrages ou d'articles de référence ou si vous connaissez des sites web de qualité traitant du thème abordé ici, merci de compléter l'article en donnant les références utiles à sa vérifiabilité et en les liant à la section « Notes et références ».
Albums de Fally Ipupa
Arsenal de Belles Mélodies
(2009) Tokooos
(2017)
Power "Kosa Leka" est le troisième album studio du chanteur congolais Fally Ipupa sorti le 5 avril 2013. Il contient vingt-sept pistes dont les titres Sweet Life, Ndoki et Service.
C'est le troisième et dernier album de Fally Ipupa produit par David Monsoh avant la signature de Fally avec le label A-Z, filiale de Universal Music France puis Elektra France, filiale de la major Warner Music France.

## Conception
Quelques mois avant la sortie de l'album, le 14 décembre 2012, jour de son anniversaire, il sort le premier extrait de l'album, un single intitulé Sweet Life La vie est belle, qui devait figurer sur l'album international mais il n'était pas prêt.
Le 5 avril 2013, il lance sur le marché son troisième album Power "Kosa Leka", qui sort simultanément en version physique et en version numérique. Le clip officiel de la chanson Ndoki, issue de cet album, compte plus de 150 000 vues sur YouTube en moins d'une semaine. L'album connaît un succès moins fulgurant que ses précédents albums, mais cumule 30 000 exemplaires vendus en un mois.
Le 14 mai 2013, lors de la première édition des Trace Urban Music Awards, Fally Ipupa est sacré « Meilleur artiste - Musiques africaines ».
Le 23 juin 2013 il sort le single Kitoko en featuring avec Youssoupha. Le clip sort en septembre 2013 sur sa chaine Vevo. Ce titre devait figurer sur l'album international, mais sera finalement considéré comme un simple single.
Le 5 mai 2014 sort le clip de son nouveau titre Original. Dans le clip, on peut voir les chanteuses de zouk Lynnsha et Fanny J et le basketteur du Thunder d'Oklahoma City, Serge Ibaka, danser sur la chanson. Fally intitule ce titre comme un bonus de son album Power.
Après sa victoire aux Afrimma à Dallas, dans la catégorie Meilleur artiste d'Afrique centrale en juillet 2014, Fally Ipupa se rend à Washington D.C. dans le cadre du sommet États-Unis-Afrique, rassemblement pour lequel Barack Obama a invité 47 dirigeants africains en la période du 4 au 6 août 2014. Selon la Maison-Blanche, cette rencontre a pour but de renforcer les liens États-Unis-Afrique car ce continent, longtemps mis à l'écart, se dynamise de plus en plus. Parmi une dizaine d'artistes africains qui y sont présents, Fally Ipupa fait de nouveau la fierté de l'Afrique centrale, car il est le seul artiste du centre d'Afrique à y être convié.

## Clips vidéos
- Ndoki, dévoilé le 4 avril 2013
- Hustler is back, dévoilé le 5 avril 2013
- Toi et moi, dévoilé le 5 avril 2013
- Bruce, dévoilé le 18 avril 2013
- Power 001, dévoilé le 9 septembre 2013
- Stop à la guerre, dévoilé le 9 septembre 2013
- Service, dévoilé le 9 septembre 2013
- Cri d'alarme, dévoilé le 9 septembre 2013
- Terminator, dévoilé le 9 septembre 2013
- Double Clic, dévoilé le 12 septembre 2013
- Anissa, dévoilé le 12 septembre 2013
- Mikitisa, dévoilé le 12 septembre 2013
- Kosa Leka, dévoilé le 12 septembre 2013
- Émeraude, dévoilé le 12 septembre 2013
- Mungala, dévoilé le 13 décembre 2013
- Nourisson, dévoilé le 25 avril 2014
- 1 000 % Mawa, dévoilé le 30 mars 2016

## Liste des titres
| 1.  | Hustler is back               | 8:00 |
| 2.  | Ndoki                         | 6:26 |
| 3.  | Bruce                         | 9:13 |
| 4.  | Emeraude                      | 8:15 |
| 5.  | Anissa                        | 7:17 |
| 6.  | Nourisson                     | 8:05 |
| 7.  | Kosa Leka                     | 3:58 |
| 8.  | Cri d'alarme                  | 8:08 |
| 9.  | Mikitisa                      | 8:32 |
| 10. | Amour Assasin                 | 6:56 |
| 11. | Service                       | 4:38 |
| 12. | Sweet Life "La vie est belle" | 3:26 |
| 13. | Stop à la guerre              | 4:19 |
| 14. | Power 001 (Short Version)     | 5:31 |

| 1.  | Toi et moi               | 9:01  |
| 2.  | Terminator               | 8:05  |
| 3.  | Double clic              | 8:25  |
| 4.  | Pene pene                | 8:16  |
| 5.  | Likukuma                 | 7:32  |
| 6.  | Sony                     | 7:31  |
| 7.  | Oxygène                  | 7:36  |
| 8.  | We are the world         | 6:50  |
| 9.  | 1000% Mawa               | 6:48  |
| 10. | Mungala                  | 5:15  |
| 11. | Mokek's                  | 9:32  |
| 12. | Skype                    | 10:28 |
| 13. | Power 001 (Long Version) | 13:48 |

## Crédits
- Arrangements, producteur exécutif et réalisation : Fally Ipupa, Maika Munan
- Chanteur : Fally Ipupa, Atele Kunianga, Pitchen Kalombo, Cousto Lufuluabo, Tony Buangi, Nathan Munkala, Marc Vobi Iseboya, Ping Pong, Maiko Mbula, Youssouf El Piano, Autopsie, Ambassy Bourgeois, Masudi Dady, Junior Mutukwa, Michel Lufua
- Animateur : Fally Ipupa, Kabuya, Identité Selenga, Kasangidi, Guelord Boussol, Dubaï Bel Air, Tramortina, Yannick Y, Baby Tangofort
- Guitare / Bass : Alvarito Solo, Felly Tyson, Le petit Kurukuru, Serge Liaki, Willy Zola, Jobey Nsimba, Ntoumba Minka (décédé en février 2020), Wallo Liyeye, Beniko Popolipo:
- Batterie : Arnold Kayembe, Franck Kapaya, Cambodje Ilélé
- Percussion : Choumen, Mata Mbomda
- Synthé : Billy Muyoyo, Mijo Capo